# Univerza v Kjotu
Univerza v Kjotu (京都大学, Kyōto daigaku), okrajšano tudi Kjodai (京大, Kyōdai), je ena od japonskih narodnih univerz s sedežem v Kjotu. V sklopu univerze deluje 10 fakultet in 18 podiplomskih programov s skupno več kot 22.000 študenti, 13 raziskovalnih inštitutov, univerzitetna knjižnica in univerzitetna bolnišnica. Ima tri kampuse v različnih predelih Kjota – Ušida, Kacura in Udži. Glavni je Ušida z ikoničnim stolpom z uro, ki je simbol univerze.
Ustanovljena je bila leta 1897 kot Imperialna univerza v Kjotu, druga od šesterice imperialnih univerz po Univerzi v Tokiu, sedanje ime pa nosi od leta 1949. Zdaj je ena najprestižnejših japonskih univerz, ki se po ugledu kosa s tokijsko. Po akademskih in raziskovalnih dosežkih se uvršča blizu vrha različnih lestvic svetovnih univerz, po pedagoških merilih pa je izenačena s tokijsko kot najboljša univerza v državi.
Z Univerzo v Kjotu je povezanih devet prejemnikov Nobelovih nagrad, ki so tu študirali ali delovali kot raziskovalci. Od teh je Hideki Jukava prejel Nobelovo nagrado za fiziko v času, ko je bil profesor na Univerzi v Kjotu.